# Mrs. Tutti Frutti
Mrs. Tutti Frutti is een Oostenrijkse filmkomedie uit 1921 onder regie van Michael Kertész.

## Verhaal
Een rijke Amerikaan stuurt zijn losbandige dochter Alice naar een oom in Europa, zodat die haar tot de rede kan brengen. De oom gaat zich echter zozeer ergeren aan de grillen van zijn nicht dat hij haar de deur uit zet. Ze klopt daarna aan bij het sanatorium van dokter Kannichtviel en vraagt de arts om een stervende patiënt voor haar uit te zoeken om te trouwen. Ze is er namelijk van overtuigd dat ze als weduwe veel meer vrijheden zal hebben. Dokter Kannichtviel weigert op haar verzoek in te gaan, totdat een jonge schilder verliefd wordt op haar. Hij doet zich voor als een doodzieke patiënt. Kort nadat het stel getrouwd is, blijkt dat haar man aan de betere hand is. Hij wordt bovendien regelmatig het hof gemaakt door jonge meisjes. Jaloers keert Alice terug naar het sanatorium om zich bij dokter Kannichtviel te beklagen over haar man. De arts bezweert haar echter dat haar echtgenoot nog maar twee dagen te leven heeft. Intussen is Alice ook daadwerkelijk verliefd geworden op hem en ze bidt de arts om hem te genezen.

## Rolverdeling
| Acteur          | Personage |
| --------------- | --------- |
| Lucy Doraine    |           |
| Alphons Fryland |           |
| Josef König     |           |
| Oskar Sachs     |           |
| Armin Springer  |           |